# Juan Manuel Guillén
Juan Manuel Guillén Benavides (Arequipa, 24 de noviembre de 1941) es un filósofo y político peruano, Fue presidente del Gobierno Regional de Arequipa, alcalde de la ciudad de Arequipa y rector de la Universidad Nacional de San Agustín por dos periodos.

## Biografía
Juan Manuel Guillén hizo sus estudios primarios en la Escuela N° 9513 y N° 951 y los secundarios en el Colegio Nacional Independencia Americana, desde 1968 a 1972, 
Realizó sus estudios universitarios en la Universidad Nacional de San Agustín, obteniendo los grados de Bachiller en Letras y de Doctor en Filosofía.
Ha sido docente, Director de Programa y Rector (en dos periodos: 1989-1993 y 1994-1998) de su alma mater. Durante su gestión se realizó y se inauguró el Estadio Universidad Nacional San Agustín
Enfrenta dos investigaciones por presuntos delitos de corrupción de funcionarios, por las obras realizadas durante su gestión: el puente Chilina y la autopista Arequipa - La Joya.

## Vida política
Fue Presidente-Fundador del Movimiento Arequipa Tradición y Futuro que en las elecciones de octubre de 1998 gana la alcaldía de Arequipa con el 60% de la votación. Convertida su agrupación en Movimiento Regional Arequipa Tradición y Futuro, en las elecciones de noviembre del 2006 postuló y ganó la Presidencia del Gobierno Regional Arequipa. Ganó también la reelección en las elecciones regionales y municipales del Perú de 2010 por la alianza electoral Alianza por Arequipa.